# Furia d'amare
Furia d'amare (Too Much, Too Soon) è un film del 1958 diretto da Art Napoleon.
Il film è basato sull'autobiografia di Diana Barrymore, interpretata da Dorothy Malone, mentre a Errol Flynn è affidato il ruolo del padre John.